# Naturdenkmal 2 Linden bei Burg Bilstein
Das Naturdenkmal 2 Linden bei Burg Bilstein mit zwei Linden mit einem Stammdurchmesser von 1,80 m bis 2,00 m und stehen an der Auffahrt nördlich der Burg Bilstein. Die Bäume 2020 durch den Kreistag des Kreises Olpe als Naturdenkmal (ND) mit dem Landschaftsplan  Nr. 5 Rothaarvorhöhen zwischen Olpe und Altenhundem ausgewiesen.
Zum Reiz und dem Wert des ND führt der Landschaftsplan auf: „Die Linden bilden zusammen mit der Burg Bilstein ein landschaftsprägendes Ensemble.“

## Schutzzweck
Die Ausweisung erfolgt laut Landschaftsplan: „Die Festsetzung erfolgt zur Erhaltung der Linden aufgrund ihrer Eigenart und Schönheit.“